# Johann Heinrich Zedler
Johann Heinrich Zedler (7 janvier 1706 Breslau - 21 mars 1751 Leipzig) est un éditeur et libraire bohémien. Sa réalisation principale est la Grosses vollständiges Universal-Lexicon, qui est l'encyclopédie de langue allemande la plus volumineuse et la plus complète publiée au XVIIIe siècle. Il est enterré à l'ancien cimetière Saint-Jean de Leipzig et sa tombe a disparu.